# Familjen Colombo

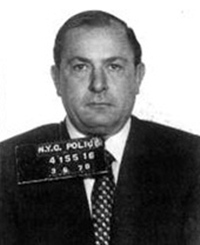
Joseph Colombo.

Colombofamiljen är en av de fem familjerna som styr delar av New Yorks organiserade brottslighet. Familjen grundades av Joe Profaci på 1920-talet och uppges ha cirka 100-120 invigda och cirka 1 200 medarbetare.
Familjens verksamhet omfattar bland annat: beskyddarverksamhet, konspiration, ocker, penningtvätt, mord, narkotika, utpressning och hasardspel.